# 沿渓鎮 (瀏陽市)
沿渓鎮（えんけいちん）は中華人民共和国湖南省長沙市瀏陽市の鎮。

## 行政区画
- 沙竜村
- 花園村
- 礼花村
- 金橘村
- 沿渓橋社区
- 建設社区
- 大光円社区（2015年、大光湖村、大光社区が合併し、現在の大光円社区が発足。）

## 経済

### 名物・特産品
- 花炮
- 野菜
- 黒山羊
- 苗木

## 地理
沿渓鎮は瀏陽市の西部に位置し、北は江西省平江県と、東は達滸鎮と、南東は官渡鎮と、西は古港鎮と、南は永和鎮とそれぞれ接している。
- 河川：大渓河
- ダム湖：大荊沖水庫
- 山：天子崗（標高1279.4メートル）、福寿山（標高1542メートル）

## 教育
- 沿渓中学

## 交通

### 道路
- 花城大道、永勝路、沿富線
- 県道：X002、X003
- 省道：S309
- 高速道路：長瀏高速道路

## 観光
- 沿渓橋
- 温泉療養区
- 天子湖景区
- 花砲テーマパーク
- 飛龍山
- 黄曇寺
- 大光寺